# Centaure (film, 1922)
Pour les articles homonymes, voir Centaure (homonymie).
Pour plus de détails, voir Fiche technique et Distribution.
Centaure (titre original : Just Tony) est un film muet américain réalisé par Lynn Reynolds, sorti en 1922.

## Fiche technique
- Titre : Centaure
- Titre original : Just Tony
- Réalisation : Lynn Reynolds
- Scénario : Lynn Reynolds, d'après le roman de Max Brand
- Photographie : Daniel B. Clark
- Producteur : William Fox
- Société de production :  Fox Film Corporation
- Société de distribution :  Fox Film Corporation
- Pays de production :  États-Unis
- Langue : film muet avec les intertitres en anglais
- Métrage : 1 595 m (5 bobines)
- Format : Noir et blanc — 35 mm — 1,33:1 — Muet
- Genre : Film dramatique, Film d'aventure, Film d'action
- Durée : 70 minutes (1 h 10)
- Dates de sortie : 
  - États-Unis : 20 août 1922
  - France : 7 novembre 1924

## Distribution
- Tom Mix : Jim Perris
- Tony the Horse : Tony, un cheval sauvage
- J.P. Lockney : Oliver Jordan
- Claire Adams : Marianne Jordan
- Frank Campeau : Lew Hervey
- Duke R. Lee : Manuel Cordova
- Walt Robbins : Shorty